# George Turman
George Turman (* 1928 in Missoula, Montana; † 9. Dezember 2008 ebenda) war ein US-amerikanischer Politiker und von 1981 bis 1989 Vizegouverneur von Montana.
Turman studierte an der University of Montana. Während des Koreakrieges diente er in der US Army. Turman begann seine politische Karriere als Bürgermeister von Missoula (1970–1972).
1980 kandidierte er als running mate von Ted Schwinden für das Amt des Vizegouverneurs von Montana. Dieses Amt bekleidete Turman ab 1981 die nächsten sieben Jahre. Im Jahr 1988 trat er vorzeitig zurück. Danach wurde er von Schwinden in das Northwest Power Planning Council berufen. Das Amt des Vizegouverneurs fiel kommissarisch an Gordon McOmber.
Turman war verheiratet und hatte fünf Kinder, drei Töchter und zwei Söhne.